# Rebeka Blek
Rebeka Blek (engl. Rebecca Renee Black; Anahajm, Kalifornija, 21. jun 1997) je američka „tinejdž“ pop pevačica koja je postala poznata sa svojim singlom Friday iz 2011, izdatim za izdavačku kuću ARK Music Factory. Pesma je naišla na negativan prijem, a mnogobrojni kritičari i publika nazvali su je „najgorom pesmom svih vremena“. Spot za pesmu postavljen na YouTube je 5. aprila 2011. dostigao preko 85 miliona pregleda što je Blekovu lansiralo među „viralne zvezde“.
U leto 2011. Rebeka je izdala svoj drugi singl pod nazivom My Moment, koji 19. jula postavljen na YouTube.

## Singlovi
| Naziv                                                 | Godina | "Peak chart" pozicije | "Peak chart" pozicije | "Peak chart" pozicije | "Peak chart" pozicije | "Peak chart" pozicije | "Peak chart" pozicije | Album         |
| Naziv                                                 | Godina | SAD                   | AUS                   | KAN                   | IRS                   | NZ                    | UK                    | Album         |
| ----------------------------------------------------- | ------ | --------------------- | --------------------- | --------------------- | --------------------- | --------------------- | --------------------- | ------------- |
| "Friday"                                              | 2011   | 58                    | 40                    | 61                    | 46                    | 33                    | 60                    | Biće odličeno |
| "My Moment"                                           | 2011   | —                     | —                     | —                     | —                     | —                     | —                     | Biće odličeno |
| "Person of Interest"                                  | 2011   | —                     | —                     | —                     | —                     | —                     | —                     | Biće odličeno |
| "—" crtice ukazuju na pesme koje nisu bile na chartu. |        |                       |                       |                       |                       |                       |                       |               |

## Nagrade i nominacije
| Godina | Nominovani rad                                      | Događaj                           | Nagrada                | Rezultat   |
| ------ | --------------------------------------------------- | --------------------------------- | ---------------------- | ---------- |
| 2011   | Which Seat Can I Take? (50 Cent, Rebeka Blek, Bert) | MTV O Muzička Nagrada             | Omiljeni Animirani GIF | nominovana |
| 2011   | Sama                                                | 2011 Nagrada Tinejdžerskog Izbora | Izbor veb zvezda       | pobedila   |

## Spoljašnje veze
- Zvanični veb-sajt
- Rebeka Blek na sajtu  (jezik: engleski)